# Cnemidochroma ohausi
Cnemidochroma ohausi  (лат.) — вид жуков-усачей рода Cnemidochroma из подсемейства Cerambycinae. Обнаружены в Южной Америке (Бразилия). Период активности: декабрь, январь и февраль. Вид был впервые описан в 1924 году (вместе с Cnemidochroma phyllopoides) энтомологом Мартином Шмидтом (Martin Schmidt) первоначально под названием Callichroma (Cnemidochroma) ohausi
. В 1965 году включён в состав рода Cnemidochroma (вместе с такими видами как Cnemidochroma phyllopus).